# MLB 2012
Die MLB-Saison 2012, die 111. Saison der Major League Baseball, wurde am 28. März 2012 eröffnet und endete mit dem vierten Sieg im vierten Spiel der World Series 2012 der San Francisco Giants über die Detroit Tigers am 28. Oktober 2012.
Während der Regular Season kämpfen 30 Mannschaften in je 162 Spielen um den Einzug in die Play-offs. Die World Series 2012 soll am 24. Oktober 2012 beginnen und endet spätestens am 1. November 2012. Titelverteidiger sind die St. Louis Cardinals, die die World Series 2011 für sich entscheiden konnten.
Für die Postseason wurde ein neuer Modus eingefügt, welcher sowohl für die American League wie auch für die National League eine zusätzliche Wildcard-Mannschaft vorsieht.
Das MLB All-Star Game 2012 fand am 10. Juli 2012 im Kauffman Stadium in Kansas City, Missouri statt und wurde vom Team der National League gewonnen wurde, somit hat das Team der National League Heimrecht im ersten Spiel der World Series.
Das jährliche Civil Rights Game zu Ehren der Bürgerrechte fand am 18. August im Turner Field in Atlanta statt. Die dort beheimateten Atlanta Braves empfingen hierbei die Los Angeles Dodgers.

## Teilnehmende Teams
Auch für die Saison 2012 wurden von den Verantwortlichen keinerlei Änderungen bezüglich teilnehmender Franchises bzw. Ligen- und Divisionszuordnungen vorgenommen. Die Florida Marlins haben sich in Miami Marlins umbenannt.
| American League        | American League    | American League   |
| West                   | Central            | East              |
| ---------------------- | ------------------ | ----------------- |
| Texas Rangers          | Detroit Tigers     | New York Yankees  |
| L.A. Angels of Anaheim | Cleveland Indians  | Tampa Bay Rays    |
| Oakland Athletics      | Chicago White Sox  | Boston Red Sox    |
| Seattle Mariners       | Kansas City Royals | Toronto Blue Jays |
|                        | Minnesota Twins    | Baltimore Orioles |

| National League      | National League     | National League       |
| West                 | Central             | East                  |
| -------------------- | ------------------- | --------------------- |
| Arizona Diamondbacks | Milwaukee Brewers   | Philadelphia Phillies |
| San Francisco Giants | St. Louis Cardinals | Atlanta Braves        |
| Los Angeles Dodgers  | Cincinnati Reds     | Washington Nationals  |
| Colorado Rockies     | Pittsburgh Pirates  | New York Mets         |
| San Diego Padres     | Chicago Cubs        | Miami Marlins         |
|                      | Houston Astros      |                       |

* Sortiert entsprechend der Vorjahresplatzierungen in den jeweiligen Divisionen. Grün eingefärbt sind die Teams, die sich im Vorjahr für die Postseason qualifizieren konnten.

## Stadien
Die Miami Marlins haben das Sun Life Stadium verlassen und sind in den Marlins Park umgezogen.

## Spring Training

Logo des Spring Training 2012

Ab dem 29. Februar 2012 lief die Saisonvorbereitung der MLB, das sogenannte Spring Training, bei dem die Teams in der Grapefruit League und der Cactus League neue Spieler testeten, aber auch ihre angestrebten Stammformationen einspielen ließen. Die letzte Partie des Spring Training fand am 4. April statt.
Bestes Team der Grapefruit League waren die Toronto Blue Jays, die 77,4 % ihrer Spiele gewinnen konnten. Gleichzeitig waren die Twins damit auch das erfolgreichste Team der American League. In der Cactus League konnten sich die Oakland Athletics mit 68,2 % gewonnenen Spielen den Sieg sichern.
Den besten Wert aller National League Teams erreichten die Vorjahressieger der World Series, die St. Louis Cardinals, welche mit 64,0 % gewonnener Spiele dritte der Grapefruit League wurden.
Schlusslicht der Grapefruit League waren die New York Mets zusammen mit den Pittsburgh Pirates (beide 31,0 %). Am Ende der Tabelle der Cactus League beendeten die Cleveland Indians (24,1 %) das Spring Training.

### Abschlusstabellen des Spring Training 2012
Die in den Tabellen der Grapefruit und Cactus League gelb markierten Teams sind Mitglied der National League, die anderen spielen in der American League.
| Pos. | Team                  | W  | L  | %    | GB   |
| ---- | --------------------- | -- | -- | ---- | ---- |
| 01   | Toronto Blue Jays     | 24 | 07 | .774 | -    |
| 02   | Detroit Tigers        | 20 | 08 | .714 | 2.5  |
| 03   | St. Louis Cardinals   | 16 | 09 | .640 | 5    |
| 04   | New York Yankees      | 18 | 12 | .600 | 5.5  |
| 05   | Boston Red Sox        | 16 | 11 | .593 | 6    |
| 06   | Minnesota Twins       | 18 | 15 | .545 | 7    |
| 07   | Philadelphia Phillies | 14 | 16 | .467 | 9.5  |
| 08   | Baltimore Orioles     | 11 | 13 | .458 | 9.5  |
| 09   | Houston Astros        | 14 | 17 | .452 | 10   |
| 10   | Miami Marlins         | 11 | 14 | .440 | 10   |
| 11   | Washington Nationals  | 12 | 17 | .414 | 11   |
| 12   | Tampa Bay Rays        | 10 | 16 | .385 | 11.5 |
| 13   | Atlanta Braves        | 10 | 18 | .357 | 12.5 |
| 14   | New York Mets         | 09 | 20 | .310 | 14   |
|      | Pittsburgh Pirates    | 09 | 20 | .310 | 14   |

| Pos. | Team                 | W  | L  | %    | GB   |
| ---- | -------------------- | -- | -- | ---- | ---- |
| 01   | Oakland Athletics    | 15 | 07 | .682 | –    |
| 02   | Seattle Mariners     | 16 | 09 | .640 | 0.5  |
| 03   | L.A. Angels          | 19 | 12 | .613 | 0.5  |
| 04   | San Diego Padres     | 20 | 16 | .556 | 2    |
| 05   | San Francisco Giants | 18 | 15 | .545 | 2.5  |
| 06   | Colorado Rockies     | 17 | 15 | .531 | 3    |
| 07   | Chicago Cubs         | 17 | 16 | .515 | 3.5  |
| 08   | Kansas City Royals   | 16 | 16 | .500 | 4    |
| 09   | L.A. Dodgers         | 15 | 15 | .500 | 4    |
| 10   | Cincinnati Reds      | 15 | 17 | .469 | 5    |
|      | Milwaukee Brewers    | 15 | 17 | .469 | 5    |
| 12   | Arizona Diamondbacks | 15 | 18 | .455 | 5.5  |
| 13   | Chicago White Sox    | 14 | 18 | .438 | 6    |
| 14   | Texas Rangers        | 12 | 17 | .414 | 6.5  |
| 15   | Cleveland Indians    | 07 | 22 | .241 | 11.5 |

## Reguläre Saison

### Kurzerklärung Spielbetrieb und Tabellenaufbau
Die AL und die NL sind jeweils für den Spielbetrieb in drei Divisionen unterteilt. Die Zuordnung erfolgt nach regionalen Kriterien: East, Central und West Division. Der Spielbetrieb läuft vom 28. März 2012 bis zum 3. Oktober 2012.
Die Tabellenplatzierungen sind für das Erreichen der Postseason verantwortlich: Die drei jeweiligen Divisionssieger und die nach Winning Percentage beiden weiteren besten Teams tragen in drei Runden die Meisterschaft in der American beziehungsweise National League aus. Die jeweiligen Meister treffen dann in der World Series aufeinander.
Die Rangfolge der Mannschaften in der Tabelle ergibt sich während der Saison grundsätzlich aus dem aktuellen Verhältnis von Siegen zu Spielen insgesamt als sogenannte Winning Percentage. Der Grund hierfür liegt in der ungleichmäßigen Verteilung der Spiele über den Kalender, so dass manche Mannschaften zwischenzeitlich drei oder mehr Spiele mehr ausgetragen haben als andere. Damit wird zum Beispiel die Bilanz eines Teams A mit 15 Siegen und 15 Niederlagen (.500 als entsprechende Percentage ausgedrückt) für exakt gleichwertig erachtet mit der Bilanz eines Teams B, das zum gleichen Zeitpunkt 16 Siege und 16 Niederlagen erzielte. Für die Abschlusstabellen ist dies jedoch ohne Belang, da zum Saisonende alle Mannschaften die seit 1961 üblichen 162 Saisonspiele ausgetragen haben. Deshalb reicht die Angabe von Siegen und Niederlagen (Unentschieden sind heutzutage unüblich).
Mit der Angabe GB (Games Behind) wird dokumentiert, wie groß der Rückstand eines Verfolgers auf den Tabellenersten ist. Hiermit wird ausgedrückt, wie viele Siege der Verfolger bei gleichzeitiger Niederlage des Führenden theoretisch bräuchte, um Gleichstand zu erreichen. Die Angabe GB wird auf 0.5 Spiele genau ausgedrückt: Hat zum Beispiel Mannschaft A 10 Siege und 5 Niederlagen, Mannschaft B hingegen 9 Siege und 5 Niederlagen, würde bereits ein eigener Sieg (ohne Niederlage von A) zu Tabellengleichstand führen.
Um die Entwicklung während der Saison zumindest anzudeuten, wurden die Tabellenpositionen der Mannschaften Ende April und Ende Mai festgehalten. Als weiterer Meilenstein dient die All-Star-Break, die Pause im Spielbetrieb anlässlich des All-Star-Game; ähnlich der Herbstmeisterschaft im Fußball wird so zur Saisonmitte ein Zwischenstand ermittelt. Die letzte Zwischeninformation ist eher willkürlich auf den Termin 31. August bezogen, um etwa vier Wochen vor Saisonende beurteilen zu können, inwieweit die jeweilige Division zu diesem Zeitpunkt bereits vorentschieden war oder gegebenenfalls der zu diesem Zeitpunkt Führende noch verdrängt wurde.

### Saisonverlauf der regulären Saison

#### American League
April

Zum 30. April ergaben sich in der American League folgende Platzierungen:
| East Division | East Division     | East Division | East Division | East Division |    | Central Division   | Central Division | Central Division | Central Division | Central Division |                    | West Division | West Division | West Division | West Division | West Division |
| PS            | Franchise         | W             | L             | GB            | PS | Franchise          | W                | L                | GB               | PS               | Franchise          | W             | L             | GB            |               |               |
| 2             | Tampa Bay Rays    | 15            | 8             | –             | 3  | Cleveland Indians  | 11               | 9                | –                | 1                | Texas Rangers      | 17            | 6             | –             |               |               |
| WC            | Baltimore Orioles | 14            | 9             | 1.0           |    | Chicago White Sox  | 11               | 11               | 1.0              |                  | Oakland Athletics  | 11            | 13            | 6.5           |               |               |
| WC            | New York Yankees  | 13            | 9             | 1.5           |    | Detroit Tigers     | 11               | 11               | 1.0              |                  | Seattle Mariners   | 11            | 13            | 6.5           |               |               |
|               | Toronto Blue Jays | 12            | 11            | 3.0           |    | Kansas City Royals | 6                | 15               | 5.5              |                  | Los Angeles Angels | 8             | 15            | 9             |               |               |
|               | Boston Red Sox    | 11            | 11            | 3.5           |    | Minnesota Twins    | 6                | 16               | 6.0              |                  |                    |               |               |               |               |               |

PS = Postseason; Zahl = Rang auf Setzliste bzw. WC = Wild Card (beste zwei Mannschaften nach den Divisionssiegern)
W = Wins (Siege), L = Losses (Niederlagen), GB = Games Behind (Rückstand auf Führenden: Zahl der notwendigen Niederlagen des Führenden bei gleichzeitigem eigenen Sieg)
Mai

Zum 31. Mai ergaben sich in der American League folgende Platzierungen:
| East Division | East Division     | East Division | East Division | East Division |     | Central Division   | Central Division | Central Division | Central Division | Central Division |                    | West Division | West Division | West Division | West Division | West Division |
| PS            | Franchise         | W             | L             | GB            | PS  | Franchise          | W                | L                | GB               | PS               | Franchise          | W             | L             | GB            |               |               |
| ▲ 2           | Baltimore Orioles | 29            | 22            | –             | ▲ 2 | Chicago White Sox  | 29               | 22               | –                | 1                | Texas Rangers      | 31            | 20            | –             |               |               |
| ▼ 2           | Tampa Bay Rays    | 29            | 22            | –             | ▼   | Cleveland Indians  | 27               | 23               | 1.5              | ▲                | Los Angeles Angels | 26            | 26            | 5.5           |               |               |
|               | New York Yankees  | 27            | 23            | 1.5           |     | Detroit Tigers     | 24               | 27               | 5.0              |                  | Seattle Mariners   | 23            | 30            | 9.0           |               |               |
|               | Toronto Blue Jays | 27            | 24            | 2.0           |     | Kansas City Royals | 21               | 28               | 7.0              | ▼                | Oakland Athletics  | 22            | 29            | 9.0           |               |               |
|               | Boston Red Sox    | 26            | 25            | 3.0           |     | Minnesota Twins    | 18               | 32               | 10.5             |                  |                    |               |               |               |               |               |

per 31. Mai 2012 wurden die Baltimore Orioles und die Tampa Bay Rays sowohl als Division Leaders wie auch als Wildcard-Teilnehmer geführt
Pfeile: ▲ Verbesserung ggü. April, ▼ Verschlechterung ggü. April, sonst siehe AL April
Juni bis All-Star Break (10. Juli 2012)

Zur All-Star-Break (10. Juli 2012) ergaben sich in der AL folgende Platzierungen:
| East Division | East Division     | East Division | East Division | East Division |    | Central Division   | Central Division | Central Division | Central Division | Central Division |                    | West Division | West Division | West Division | West Division | West Division |
| PS            | Franchise         | W             | L             | GB            | PS | Franchise          | W                | L                | GB               | PS               | Franchise          | W             | L             | GB            |               |               |
| ▲ 1           | New York Yankees  | 52            | 33            | –             | 3  | Chicago White Sox  | 47               | 38               | –                | 2                | Texas Rangers      | 52            | 34            | –             |               |               |
| ▼ WC          | Baltimore Orioles | 45            | 40            | 7.0           |    | Cleveland Indians  | 44               | 41               | 3.0              | WC               | Los Angeles Angels | 48            | 38            | 4.0           |               |               |
| ▼             | Tampa Bay Rays    | 45            | 41            | 7.5           |    | Detroit Tigers     | 44               | 42               | 3.5              | ▲                | Oakland Athletics  | 43            | 43            | 9.0           |               |               |
| ▲             | Boston Red Sox    | 43            | 43            | 9.5           |    | Kansas City Royals | 37               | 47               | 9.5              | ▼                | Seattle Mariners   | 36            | 51            | 16.5          |               |               |
| ▼             | Toronto Blue Jays | 43            | 43            | 9.5           |    | Minnesota Twins    | 36               | 49               | 11.0             |                  |                    |               |               |               |               |               |

 Pfeile: ▲ Verbesserung ggü. Mai, ▼ Verschlechterung ggü. Mai, Erläuterungen: siehe AL April 
Zweite Julihälfte und August

Zum 31. August ergaben sich in der AL folgende Platzierungen:
| East Division | East Division     | East Division | East Division | East Division |    | Central Division   | Central Division | Central Division | Central Division | Central Division |                    | West Division | West Division | West Division | West Division | West Division |
| PS            | Franchise         | W             | L             | GB            | PS | Franchise          | W                | L                | GB               | PS               | Franchise          | W             | L             | GB            |               |               |
| 2             | New York Yankees  | 75            | 56            | –             | 3  | Chicago White Sox  | 72               | 59               | –                | 1                | Texas Rangers      | 78            | 53            | –             |               |               |
| WC            | Baltimore Orioles | 73            | 58            | 2.0           | ▲  | Detroit Tigers     | 70               | 61               | 2.0              | ▲ WC             | Oakland Athletics  | 74            | 57            | 4.0           |               |               |
|               | Tampa Bay Rays    | 71            | 61            | 4.5           | ▲  | Kansas City Royals | 59               | 71               | 12.5             | ▼                | Los Angeles Angels | 70            | 62            | 8.5           |               |               |
|               | Boston Red Sox    | 62            | 71            | 14.0          | ▼  | Cleveland Indians  | 55               | 77               | 17.5             |                  | Seattle Mariners   | 64            | 69            | 15.0          |               |               |
|               | Toronto Blue Jays | 60            | 71            | 15.0          |    | Minnesota Twins    | 53               | 78               | 19.0             |                  |                    |               |               |               |               |               |

 Pfeile: ▲ Verbesserung ggü. Juli, ▼ Verschlechterung ggü. Juli, Erläuterungen: siehe AL April 
 Oktober (Saisonende)

Die Tabellen in der American League zeigen nach dem letzten Spieltag (3. Oktober) folgendes Bild:
| East Division | East Division     | East Division | East Division | East Division |    | Central Division   | Central Division | Central Division | Central Division | Central Division |                    | West Division | West Division | West Division | West Division | West Division |
| PS            | Franchise         | W             | L             | GB            | PS | Franchise          | W                | L                | GB               | PS               | Franchise          | W             | L             | GB            |               |               |
| 1             | New York Yankees  | 95            | 67            | –             | ▲3 | Detroit Tigers     | 88               | 74               | –                | ▲2               | Oakland Athletics  | 94            | 68            | –             |               |               |
| WC            | Baltimore Orioles | 93            | 69            | 2.0           | ▼  | Chicago White Sox  | 85               | 77               | 3.0              | ▼WC              | Texas Rangers      | 93            | 69            | 1.0           |               |               |
|               | Tampa Bay Rays    | 90            | 72            | 5.0           |    | Kansas City Royals | 72               | 90               | 16.0             |                  | Los Angeles Angels | 89            | 73            | 5.0           |               |               |
| ▲             | Toronto Blue Jays | 73            | 89            | 22.0          |    | Cleveland Indians  | 68               | 94               | 20.0             |                  | Seattle Mariners   | 75            | 87            | 19.0          |               |               |
| ▼             | Boston Red Sox    | 69            | 93            | 26.0          |    | Minnesota Twins    | 66               | 96               | 22.0             |                  |                    |               |               |               |               |               |

 Pfeile: ▲ Verbesserung ggü. August, ▼ Verschlechterung ggü. August, Erläuterungen: siehe AL April 
Am 30. September sicherten sich die Texas Rangers, die Baltimore Orioles und die New York Yankees die Teilnahme an der Postseason. Für die Orioles ist dies die erste Teilnahme an der Postseason seit 1997. Einen Tag später konnten die Detroit Tigers nach einem Auf und Ab in der Tabelle die Central Division gewinnen. Am selben Tag sicherten sich die Oakland Athletics die Playoffs.

#### National League
April

Zum 30. April ergaben sich in der National League folgende Platzierungen:
| East Division | East Division         | East Division | East Division | East Division |    | Central Division    | Central Division | Central Division | Central Division | Central Division |                      | West Division | West Division | West Division | West Division | West Division |
| PS            | Franchise             | W             | L             | GB            | PS | Franchise           | W                | L                | GB               | PS               | Franchise            | W             | L             | GB            |               |               |
| 2             | Washington Nationals  | 14            | 8             | –             | 2  | St. Louis Cardinals | 14               | 8                | –                | 1                | Los Angeles Dodgers  | 16            | 7             | –             |               |               |
| WC            | Atlanta Braves        | 14            | 9             | 0.5           |    | Cincinnati Reds     | 11               | 11               | 3.0              |                  | San Francisco Giants | 12            | 10            | 3.5           |               |               |
| WC            | New York Mets         | 13            | 10            | 1.5           |    | Milwaukee Brewers   | 11               | 12               | 3.5              |                  | Arizona Diamondbacks | 12            | 11            | 4.0           |               |               |
|               | Philadelphia Phillies | 11            | 12            | 3.5           |    | Pittsburgh Pirates  | 10               | 12               | 4.0              |                  | Colorado Rockies     | 11            | 11            | 4.5           |               |               |
|               | Miami Marlins         | 8             | 14            | 6.0           |    | Houston Astros      | 9                | 14               | 5.5              |                  | San Diego Padres     | 7             | 17            | 9.5           |               |               |
|               |                       |               |               |               |    | Chicago Cubs        | 8                | 15               | 6.5              |                  |                      |               |               |               |               |               |

 Erklärungen: siehe AL 
Mai

Zum 31. Mai ergaben sich in der National League folgende Platzierungen:
| East Division | East Division         | East Division | East Division | East Division |     | Central Division    | Central Division | Central Division | Central Division | Central Division |                      | West Division | West Division | West Division | West Division | West Division |
| PS            | Franchise             | W             | L             | GB            | PS  | Franchise           | W                | L                | GB               | PS               | Franchise            | W             | L             | GB            |               |               |
| 2             | Washington Nationals  | 29            | 21            | –             | ▲ 3 | Cincinnati Reds     | 28               | 22               | –                | 1                | Los Angeles Dodgers  | 32            | 19            | –             |               |               |
| ▲ WC          | Miami Marlins         | 29            | 22            | 0.5           | ▼   | St. Louis Cardinals | 27               | 24               | 1.5              |                  | San Francisco Giants | 27            | 24            | 5.0           |               |               |
| WC            | New York Mets         | 28            | 23            | 1.5           | ▲   | Pittsburgh Pirates  | 25               | 25               | 3.0              |                  | Arizona Diamondbacks | 23            | 28            | 9.0           |               |               |
| ▼             | Atlanta Braves        | 28            | 24            | 2.0           | ▼   | Milwaukee Brewers   | 23               | 28               | 5.5              |                  | Colorado Rockies     | 21            | 29            | 10.5          |               |               |
| ▼             | Philadelphia Phillies | 27            | 25            | 3.0           |     | Houston Astros      | 22               | 29               | 6.5              |                  | San Diego Padres     | 17            | 35            | 15.5          |               |               |
|               |                       |               |               |               |     | Chicago Cubs        | 18               | 32               | 10.0             |                  |                      |               |               |               |               |               |

 Pfeile: ▲ Verbesserung ggü. April, ▼ Verschlechterung ggü. April, sonst siehe AL April 
Juni bis All-Star Break (10. Juli 2012)

Zur All-Star-Break (10. Juli 2012) ergaben sich in der NL folgende Platzierungen:
| East Division | East Division         | East Division | East Division | East Division |      | Central Division    | Central Division | Central Division | Central Division | Central Division |                      | West Division | West Division | West Division | West Division | West Division |
| PS            | Franchise             | W             | L             | GB            | PS   | Franchise           | W                | L                | GB               | PS               | Franchise            | W             | L             | GB            |               |               |
| 1             | Washington Nationals  | 49            | 34            | –             | ▲ 2  | Pittsburgh Pirates  | 48               | 37               | –                | 3                | Los Angeles Dodgers  | 47            | 40            | –             |               |               |
| ▲ WC          | Atlanta Braves        | 46            | 39            | 4.0           | ▼ WC | Cincinnati Reds     | 47               | 38               | 1.0              |                  | San Francisco Giants | 46            | 40            | 0.5           |               |               |
|               | New York Mets         | 46            | 40            | 4.5           | ▼    | St. Louis Cardinals | 46               | 40               | 2.5              |                  | Arizona Diamondbacks | 42            | 43            | 4.0           |               |               |
| ▼             | Miami Marlins         | 41            | 44            | 9.0           |      | Milwaukee Brewers   | 40               | 45               | 8.0              | ▲                | San Diego Padres     | 34            | 53            | 13.0          |               |               |
|               | Philadelphia Phillies | 37            | 50            | 14.0          | ▲    | Chicago Cubs        | 33               | 52               | 15.0             | ▼                | Colorado Rockies     | 33            | 52            | 13            |               |               |
|               |                       |               |               |               | ▼    | Houston Astros      | 33               | 53               | 15.5             |                  |                      |               |               |               |               |               |

 Pfeile: ▲ Verbesserung ggü. Mai, ▼ Verschlechterung ggü. Mai, sonst siehe AL April 
Zweite Julihälfte und August

Zum 31. August ergaben sich in der NL folgende Platzierungen:
| East Division | East Division         | East Division | East Division | East Division |      | Central Division    | Central Division | Central Division | Central Division | Central Division |                      | West Division | West Division | West Division | West Division | West Division |
| PS            | Franchise             | W             | L             | GB            | PS   | Franchise           | W                | L                | GB               | PS               | Franchise            | W             | L             | GB            |               |               |
| 1             | Washington Nationals  | 80            | 51            | –             | ▲ 2  | Cincinnati Reds     | 81               | 52               | –                | ▲ 3              | San Francisco Giants | 74            | 58            | –             |               |               |
| WC            | Atlanta Braves        | 74            | 58            | 6.5           | ▲ WC | St. Louis Cardinals | 71               | 61               | 9.5              | ▼                | Los Angeles Dodgers  | 70            | 63            | 4.5           |               |               |
| ▲             | Philadelphia Phillies | 63            | 69            | 17.5          | ▼    | Pittsburgh Pirates  | 70               | 61               | 10.0             |                  | Arizona Diamondbacks | 66            | 67            | 8.5           |               |               |
| ▼             | New York Mets         | 62            | 70            | 18.5          |      | Milwaukee Brewers   | 63               | 68               | 17.0             |                  | San Diego Padres     | 62            | 71            | 12.5          |               |               |
| ▼             | Miami Marlins         | 59            | 73            | 21.5          |      | Chicago Cubs        | 51               | 80               | 29.0             |                  | Colorado Rockies     | 53            | 77            | 20            |               |               |
|               |                       |               |               |               |      | Houston Astros      | 40               | 92               | 40.5             |                  |                      |               |               |               |               |               |

 Pfeile: ▲ Verbesserung ggü. Juli, ▼ Verschlechterung ggü. Juli, sonst siehe AL April 
 Oktober (Saisonende)

Die Tabellen in der National League zeigen nach dem letzten Spieltag (3. Oktober) folgendes Bild:
| East Division | East Division         | East Division | East Division | East Division |    | Central Division    | Central Division | Central Division | Central Division | Central Division |                      | West Division | West Division | West Division | West Division | West Division |
| PS            | Franchise             | W             | L             | GB            | PS | Franchise           | W                | L                | GB               | PS               | Franchise            | W             | L             | GB            |               |               |
| 1             | Washington Nationals  | 98            | 64            | –             | 2  | Cincinnati Reds     | 97               | 65               | –                | 3                | San Francisco Giants | 94            | 68            | –             |               |               |
| WC            | Atlanta Braves        | 94            | 68            | 4.0           | WC | St. Louis Cardinals | 88               | 74               | 9.0              |                  | Los Angeles Dodgers  | 86            | 76            | 8.0           |               |               |
|               | Philadelphia Phillies | 81            | 81            | 17.0          | ▲  | Milwaukee Brewers   | 83               | 79               | 14.0             |                  | Arizona Diamondbacks | 81            | 81            | 13.0          |               |               |
|               | New York Mets         | 74            | 88            | 24.0          | ▼  | Pittsburgh Pirates  | 79               | 83               | 18.0             |                  | San Diego Padres     | 76            | 86            | 18.0          |               |               |
|               | Miami Marlins         | 69            | 93            | 29.0          |    | Chicago Cubs        | 61               | 101              | 36.0             |                  | Colorado Rockies     | 64            | 98            | 30.0          |               |               |
|               |                       |               |               |               |    | Houston Astros      | 55               | 107              | 42.0             |                  |                      |               |               |               |               |               |

 Pfeile: ▲ Verbesserung ggü. Juli, ▼ Verschlechterung ggü. Juli, sonst siehe AL April 
Am 20. September sicherten sich die Cincinnati Reds und die Washington Nationals die Teilnahme an der Postseason. Die Nationals sind seit der Teilnahme der Senators an den World Series 1933 die erste Mannschaft aus D.C. welche sich für die Playoffs qualifizierte außerdem ist es die der erste Divisionsieg seit dem Umzug nach Washington 2004. Am 22. September konnten sich die San Francisco Giants den Sieg in der NL West Division sichern. Die Atlanta Braves konnten sich am 25. September den Playoff-Platz sichern. Als letztes Team sicherten sich die Titelverteidiger die St. Louis Cardinals am 2. Oktober, wie im Vorjahr, einen Wildcardplatz.

## Postseason
Hauptartikel: NLWC 2012, ALWC 2012, NLDS 2012, ALDS 2012, NLCS 2012, ALCS 2012, World Series 2012

### Modus und Teilnehmer
Statt wie in den Vorjahren die besten vier spielten in diesem Jahr die besten fünf Mannschaften den jeweiligen Sieger der American League bzw. National League aus, die dann in der World Series 2012 den World-Series-Gewinner ermitteln.
Ab dem 5. Oktober und spätestens bis zum 22. Oktober 2012 werden die Division Series und anschließend die jeweilige Championship Series ausgespielt. Hierzu treffen zunächst die beiden Wild-Card-Gewinner in einem Spiel aufeinander. Die drei Division-Sieger und der Gewinner des Wild-Card-Spiels treffen in zwei Division-Series-Begegnungen im Best-of-Five-Modus aufeinander (ALDS bzw. NLDS = American oder National League Division Series). Anschließend spielen die Sieger der Division-Series-Begegnungen im Best-of-Seven-Verfahren den jeweiligen League-Champion aus (ALCS bzw. NLCS = American oder National League Championship Series).
Die Wild-Card-Sieger spielen gegen den besten Divisionssieger, also die Mannschaft mit den meisten Siegen aus den regulären Saisonspielen. Im Gegensatz zu den Vorjahren kann er auch gegen den Sieger seiner eigenen Division spielen.

### Schema
In der Postseason kam es zu folgenden Ergebnissen:
|  | Wild Card Games | Wild Card Games      | Wild Card Games     |   |                      | League Division Series | League Division Series | League Division Series |  |  | League Championship Series | League Championship Series | League Championship Series |  |  | World Series | World Series | World Series |
|  |                 |                      |                     |   |                      |                        |                        |                        |  |  |                            |                            |                            |  |  |              |              |              |
|  |                 |                      |                     |   |                      | 2                      | Oakland Athletics      | 2                      |  |  |                            |                            |                            |  |  |              |              |              |
|  |                 |                      |                     |   |                      | 2                      | Oakland Athletics      | 2                      |  |  |                            |                            |                            |  |  |              |              |              |
|  | 3               | Detroit Tigers       | 3                   |   |                      |                        |                        |                        |  |  |                            |                            |                            |  |  |              |              |              |
|  | 3               | Detroit Tigers       | 3                   | 3 | Detroit Tigers       | 4                      |                        |                        |  |  |                            |                            |                            |  |  |              |              |              |
|  | American League |                      |                     | 3 | Detroit Tigers       | 4                      |                        |                        |  |  |                            |                            |                            |  |  |              |              |              |
|  |                 | 1                    | New York Yankees    | 0 |                      |                        |                        |                        |  |  |                            |                            |                            |  |  |              |              |              |
|  |                 |                      |                     |   |                      | 1                      | New York Yankees       | 3                      |  |  |                            |                            |                            |  |  |              |              |              |
|  |                 |                      |                     |   |                      | 1                      | New York Yankees       | 3                      |  |  |                            |                            |                            |  |  |              |              |              |
|  |                 |                      |                     |   |                      | WC2                    | Baltimore Orioles      | 2                      |  |  |                            |                            |                            |  |  |              |              |              |
|  | WC1             | Texas Rangers        | 0                   |   |                      | WC2                    | Baltimore Orioles      | 2                      |  |  |                            |                            |                            |  |  |              |              |              |
|  | WC1             | Texas Rangers        | 0                   |   |                      |                        |                        |                        |  |  |                            |                            |                            |  |  |              |              |              |
|  | WC2             | Baltimore Orioles    | 1                   |   |                      | AL                     | Detroit Tigers         | 0                      |  |  |                            |                            |                            |  |  |              |              |              |
|  | WC2             | Baltimore Orioles    | 1                   |   |                      | AL                     | Detroit Tigers         | 0                      |  |  |                            |                            |                            |  |  |              |              |              |
|  |                 |                      |                     |   | NL                   | San Francisco Giants   | 4                      |                        |  |  |                            |                            |                            |  |  |              |              |              |
|  |                 |                      |                     |   | NL                   | San Francisco Giants   | 4                      |                        |  |  |                            |                            |                            |  |  |              |              |              |
|  | 2               | Cincinnati Reds      | 2                   |   |                      |                        |                        |                        |  |  |                            |                            |                            |  |  |              |              |              |
|  | 2               | Cincinnati Reds      | 2                   |   |                      |                        |                        |                        |  |  |                            |                            |                            |  |  |              |              |              |
|  | 3               | San Francisco Giants | 3                   |   |                      |                        |                        |                        |  |  |                            |                            |                            |  |  |              |              |              |
|  | 3               | San Francisco Giants | 3                   | 3 | San Francisco Giants | 4                      |                        |                        |  |  |                            |                            |                            |  |  |              |              |              |
|  | National League |                      |                     | 3 | San Francisco Giants | 4                      |                        |                        |  |  |                            |                            |                            |  |  |              |              |              |
|  |                 | WC2                  | St. Louis Cardinals | 3 |                      |                        |                        |                        |  |  |                            |                            |                            |  |  |              |              |              |
|  |                 |                      |                     |   |                      | 1                      | Washington Nationals   | 2                      |  |  |                            |                            |                            |  |  |              |              |              |
|  |                 |                      |                     |   |                      | 1                      | Washington Nationals   | 2                      |  |  |                            |                            |                            |  |  |              |              |              |
|  |                 |                      |                     |   |                      | WC2                    | St. Louis Cardinals    | 3                      |  |  |                            |                            |                            |  |  |              |              |              |
|  | WC1             | Atlanta Braves       | 0                   |   |                      | WC2                    | St. Louis Cardinals    | 3                      |  |  |                            |                            |                            |  |  |              |              |              |
|  | WC1             | Atlanta Braves       | 0                   |   |                      |                        |                        |                        |  |  |                            |                            |                            |  |  |              |              |              |
|  | WC2             | St. Louis Cardinals  | 1                   |   |                      |                        |                        |                        |  |  |                            |                            |                            |  |  |              |              |              |
|  | WC2             | St. Louis Cardinals  | 1                   |   |                      |                        |                        |                        |  |  |                            |                            |                            |  |  |              |              |              |

Ergebnisse eintragen

Wild Card Games: ein Spiel; ALDS, NLDS (Division Series): Best-of Five; ALCS, NLCS (Championship Series), World Series: Best-of-Seven

## Ehrungen und Auszeichnungen

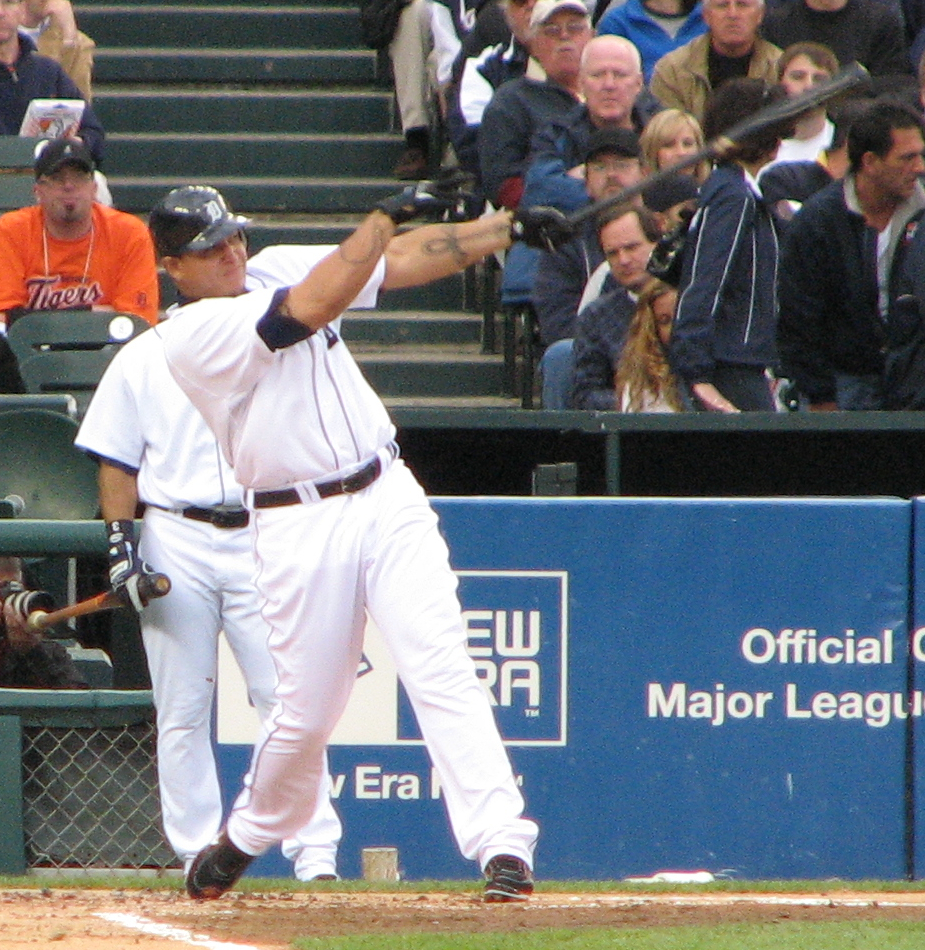
First Baseman Miguel Cabrera. Spieler des Monats August in der AL.

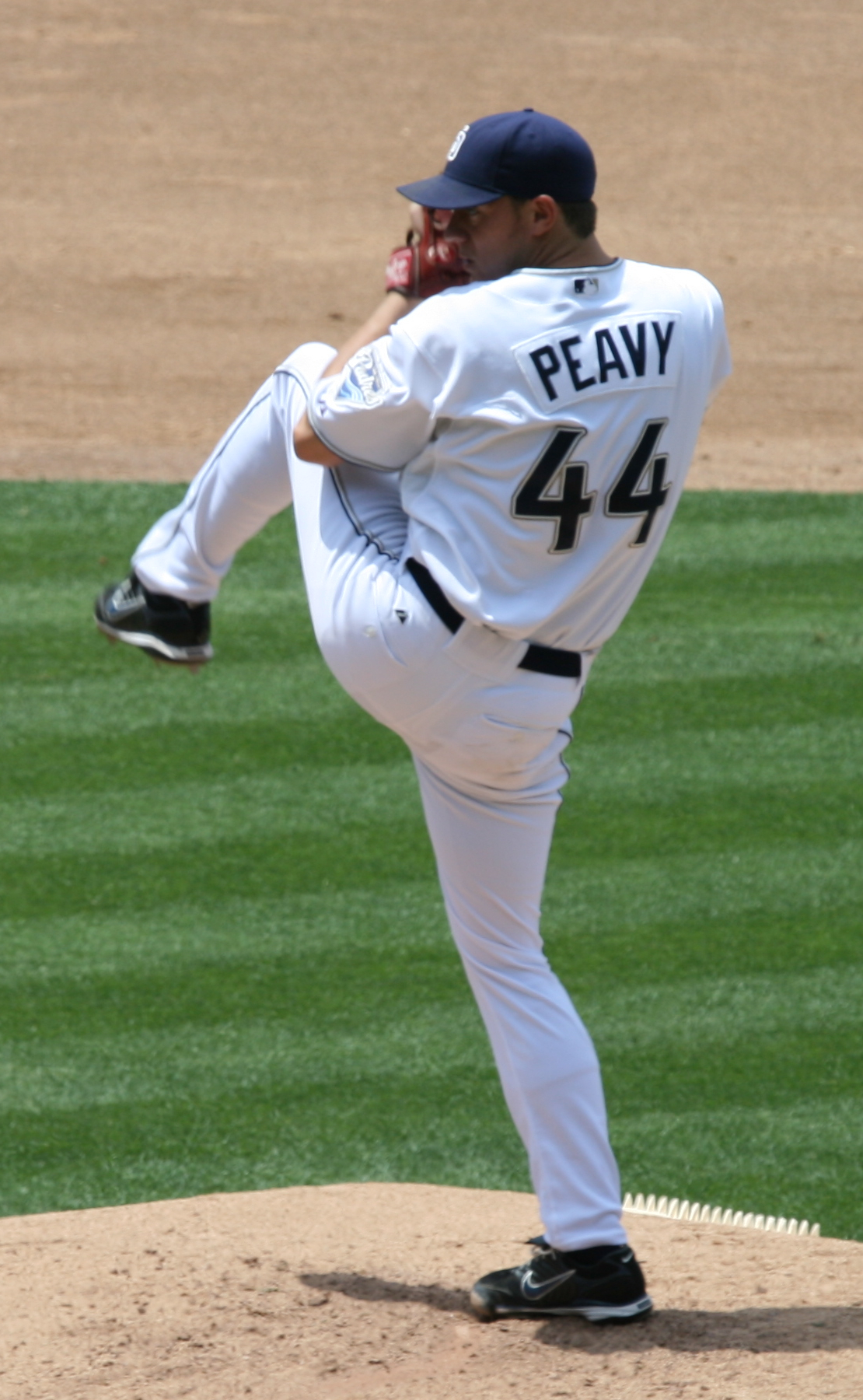
Pitcher Jake Peavy. Pitcher des Monats April AL.

| Monat     | American League | National League   |
| --------- | --------------- | ----------------- |
| April     | Josh Hamilton   | Matt Kemp         |
| Mai       | Josh Hamilton   | Giancarlo Stanton |
| Juni      | José Bautista   | Andrew McCutchen  |
| Juli      | Mike Trout      | Andrew McCutchen  |
| August    | Miguel Cabrera  | Chase Headley     |
| September | Adrián Beltré   | Chase Headley     |

| Monat     | American League  | National League   |
| --------- | ---------------- | ----------------- |
| April     | Jake Peavy       | Stephen Strasburg |
| Mai       | Chris Sale       | Gio González      |
| Juni      | Matt Harrison    | R.A. Dickey       |
| Juli      | Jason Vargas     | Jordan Zimmermann |
| August    | Félix Hernández  | Kris Medlen       |
| September | Justin Verlander | Kris Medlen       |

| Monat     | American League | National League   |
| --------- | --------------- | ----------------- |
| April     | Yū Darvish      | Wade Miley        |
| Mai       | Mike Trout      | Bryce Harper      |
| Juni      | Mike Trout      | Andrelton Simmons |
| Juli      | Mike Trout      | Anthony Rizzo     |
| August    | Mike Trout      | Todd Frazier      |
| September | Yoenis Cespedes | Bryce Harper      |